# Abdou Traoré (1981)
Abdou Traoré (5 de agosto de 1981) é um futebolista profissional malinês que atua como defensor.

## Carreira
Abdou Traoré representou a Seleção Malinesa de Futebol nas Olimpíadas de 2004.